# Emparelhamento wobble
Em biologia molecular, o emparelhamento wobble consiste num emparelhamento entre dois nucleótidos em moléculas de RNA que não segue o dogma de Watson e Crick. Os quatro principais pares são guanina-uracilo, inosina-uracilo, inosina-adenina e inosina-citosina (G-U, I-U, I-A e I-C). A estabilidade termodinâmica de um par wobble é comparável à de um par Watson-Crick. Este tipo de emparelhamento é fundamental na estrutura secundária do RNA e crítico para a eficaz tradução do código genético.